# Svinør
58°1′44.353″N 7°13′27.883″Ø / 58.02898694°N 7.22441194°Ø
Svinør er en ø som ligger ud for Åvik i Lindesnes kommune i Agder fylke i Norge og er en gammel uthavn. Den blev i tidligere tider ofte brugt som læ for uvejr, da den ligger som nærmeste større havn øst for den vejrhårde Lindesnes. Der har også tidligere været toldstation på Svinør.

## Historie
Svinør er først nævnt i et købebrev fra 1435 hvor også øerne Skarvøy, Hammerøy og Olavsøy er nævnt 
I Valle kirke hænger et stort gammelt maleri af Salig Hans Hansen og hans familie fra 1708. Dette har tidligere hængt på Svinør og på Holmen før det havnede i kirken. To af børnene døde på vej til dåben da båden de var i gik på et skær og kæntrede.
I 1801 boede der 110  personer på Svinør mens der boede 62 personer i Vigeland, som er Lindesnes kommunes nuværende centrum.
Under krigen med England 1807-14 blev det dårlige tider og mange af "de gamle" familier som havde holdt til på Svinør flyttede nu fra stedet. Neutralitetsvagter havde til  huse i Svinør, og opbyggede en kanonstilling,  og man mener også at nogle af kajerne  blev bygget af soldater i den tid.
I december 1827 kom der for første gang Norges første  dampskib, "Nr. 1" til Svinør. Dette havde fået en del skader, og blev repareret på Petter Willumsens værft. Skibet rejste så videre til Fredriksten hvor navnet blev ændret til "Constitusionen". Petter Willumsen byggede også Svinørslupper som "Lena" og "Familien". 
 Sluppen "Lena" var det første fartøj som startede bjergningen af passagerer fra det havarerede russiske linjeskib "Ingermanland" i 1842. To drenge slog alarm om havariet og et lille mandskab fra Svinør, deriblant Jens Nicolaisen og Nicolai Nicolaisen reddede 170 personer om bord i sluppen.
Sluppen "Familien" blev bygget i Svinør i 1854 af skibsbygger Peder Willumsen og skibstømmermand Nils Olsen. I 1888 blev den købt til Danmark, og efter at have skiftet ejere og navn flere gange blev navnet "Ruth" i 1916. I 1967 blev sluppen testamenteret til et museum, og ble senere restaureret og rigget færdig 1996. Lørdag 27. juni 1998 kom skuden igen "hjem" til Svinør på besøg for første gang i godt over 100 år.
Svinørklipfisk blev en viden om kendt vare som var en vigtig indtægtskilde for folk i Svinør. Denne handel varede til 1947.
På Hammerø ligger en engelsk have med højye stenmure omkring. Det var den engelske hummerhandler Harden som fik den  bygget til sig og sin forlovede Gina fra Hammerøy. I dag er haven under restaurering og Agder naturmuseum arbejder med at genskabe "Storhaven" eller "Kærlighedshaven" som den også kaldes.
Skolehuset i Svinør er kommunens ældste og blev bygged i 1860. Reinert Møskedal var skolens første lærer. I 1908 gik der 50 elever på skolen.
Omkring 1992/93 flyttede den sidste helårsbeboer fra øen. I dag er der kun fritidsboliger på Svinør.

## Eksterne kilder og henvisninger
1. ↑  Gulbrandsen og Fardal Klev: Svinør - ryggen til Norge, blikket mot havet, 1997, s. 15
2. ↑  Folketellinga 1801, Svinør - digitalarkivet.no

- Skibslauget Ruths side om Sluppen Ruth Arkiveret 30. juni 2007 hos  Wayback Machine
- Lindesnes bygdemuseum